# Colli a Volturno
Colli a Volturno község (comune) Olaszország Molise régiójában, Isernia megyében.

## Fekvése
A megye nyugati részén fekszik. Határai: Cerro al Volturno, Filignano, Fornelli, Macchia d’Isernia, Montaquila, Monteroduni, Rocchetta a Volturno és Scapoli. A település a Volturno folyó völgyére néző három erdős domb tetején épült.

## Története
Három település egyesítésével jött létre, s hosszú ideig a 12. században alapított San Vincenzo al Volturno bencés apátság birtoka volt. A 15. század végétől nemesi családok birtoka volt. A 19. században nyerte el önállóságát, amikor a Nápolyi Királyságban felszámolták a feudalizmust.

## Népessége
A népesség számának alakulása:

## Főbb látnivalói
- Sant’Antonio Abate-templom
- San Silvestro-templom
- San Leonardo-templom
- egy  római vízvezeték romjai

## Híres szülöttek
- Vincenzo Balzamo (1929-1992), olasz köztársasági elnök